# Kilate Sur
Kilate Sur är en ort i Mexiko.   Den ligger i kommunen Altotonga och delstaten Veracruz, i den sydöstra delen av landet, 230 km öster om huvudstaden Mexico City. Kilate Sur ligger 618 meter över havet och antalet invånare är 180.
Terrängen runt Kilate Sur är huvudsakligen kuperad, men söderut är den bergig. Runt Kilate Sur är det ganska tätbefolkat, med 129 invånare per kvadratkilometer. Närmaste större samhälle är Misantla, 13,7 km nordost om Kilate Sur. Omgivningarna runt Kilate Sur är en mosaik av jordbruksmark och naturlig växtlighet.